# Deutsche Meisterschaften 1939
Als Deutsche Meisterschaft(en) 1939 oder DM 1939 bezeichnet man folgende Deutsche Meisterschaften, die im Jahr 1939 stattgefunden haben:
- Deutsche Fechtmeisterschaften 1939
- Deutsche Fünfkampf-Meisterschaft 1939
- Deutsche Meisterschaft im Feldhockey 1939 (Herren)
- Deutsche Leichtathletik-Meisterschaften 1939
- Deutsche Schwimmmeisterschaften 1939
- Deutsche Turnvereinsmeisterschaft 1939
- Deutsches Meisterschaftsrudern 1939
- Deutsche Tischtennis-Meisterschaft 1939